# Margaret Trigg
Margaret Trigg (* 30. Mai 1964 in Bastrop, Texas; † 16. November 2003 in New York City, New York) war eine US-amerikanische Schauspielerin, Stand-up-Comedian und Model.

## Leben
Trigg wuchs als Tochter von Minifred Trigg auf einem texanischen Bauernhof auf. Als Kind und später als Teenager interessierte sie sich sehr für Mode. 1989 zog sie nach New York City, wo sie als Stand-up-Comedian auftrat. Ihr damaliges Idealbild der Frau aus Kindheitstagen wollte sie selbst verkörpern und entschied sich daher, durch Abführmittel stark abzunehmen.
Sie begann 1987 durch eine Rolle im Spielfilm R.O.T.O.R. mit dem Schauspiel. In den 1990er Jahren folgten einige Besetzungen in Fernsehserien wie Homicide oder Aliens in the Family, wo sie in acht Episoden die Rolle der Cookie Brody verkörperte. Das dadurch verdiente Geld gab sie fast vollständig für verschiedene Schönheitsoperationen aus. Bereits während ihrer High-School-Zeit ließ sie sich die Nase korrigieren. In den nächsten Jahren folgten Jobs als Fotomodel. Die Schattenseiten der Branche trafen Trigg, als sie Essstörungen bekam. Um die Jahrtausendwende herum machte sie einen stark abgemagerten Eindruck.
Trigg starb am 16. November 2003 im Alter von 39 Jahren in einem New Yorker Krankenhaus an einem Herzinfarkt aufgrund einer Überdosis von Amphetamin.

## Filmografie
- 1987: R.O.T.O.R.
- 1995: Homicide (Fernsehserie, Episode 4x01)
- 1996: ABC TGIF (Fernsehserie, 1 Episode)
- 1996: Aliens in the Family (Fernsehserie, 8 Episoden)
- 1997: Dream House